# Sphaerosciadium denaense
Sphaerosciadium denaense là một loài thực vật có hoa trong họ Hoa tán. Loài này được Pimenov & Kljuykov miêu tả khoa học đầu tiên.